# Oratorio di San Pietro delle Erbette
L'oratorio di San Pietro delle Erbette è situato nel quartiere luganese di Castagnola-Cassarate-Ruvigliana, nell'antico nucleo storico di Cassarate.

## Storia e descrizione
Formalmente dedicato ai santi Pietro e Andrea, l'oratorio è noto come San Pietro alle Erbette, appellativo la cui origine non è chiara.
L'edificio tardo medievale, a pianta rettangolare, con abside semicircolare, fu ampliato all'inizio del secolo XVI con un coro quadrangolare. La facciata fu ricostruita all'inizio del '900, e l'intero edificio è stato più volte restaurato.
L'oratorio costituì per lungo tempo una pertinenza della vicina Villa Castagnola, che dal 1885 al 1982 fu proprietà della famiglia Schnyder von Wartensee. Lo stemma di questa famiglia è riprodotto nella finestra che sovrasta il portone d'ingresso dell'oratorio.

### Interno
All'interno, la navata è coperta con volta a botte e il coro è a crociere costolonate. L'oratorio custodisce un affresco raffigurante la Crocifissione di Gesù con la Vergine e i santi Pietro, Giovanni Battista, Paolo, Andrea e Domenico di Guzmán, forse opera di Bartolomeo da Ponte Tresa, e un frammento di affresco con una Madonna in trono datato 1522.  Altre pitture murali sono copie di dipinti ticinesi, eseguite dal pittore Edoardo Berta nel 1910.